# Pedro Sainz de Baranda (político)
Pedro Casto Sainz de Baranda y Gorriti (Madrid, 2 de julio de 1775 - Madrid, 1855) fue el primer alcalde de Madrid, pues anteriormente eran 'corregidor' o 'Presidentes del Cuerpo Municipal'.

## Biografía
Era hijo del comerciante Pedro Simón Sainz de Baranda Gándara, que había nacido en Quintanahedo (cerca de Baranda, provincia de Burgos) y de la madrileña Petronila de Gorriti Azuela. Su padre era miembro de los 'Cinco Gremios Mayores de Madrid' y llegó a ser uno de los directores del Banco Nacional de San Carlos, germen del Banco de España. En 1806 fue designado co-director del Banco Nacional de San Carlos, entidad privada fundada en 1782.
Sainz de Baranda, tomó por primera vez las riendas del Ayuntamiento de Madrid en 1808, ante la huida del anterior corregidor, el Conde de Villapaterna, temeroso de la vuelta de los franceses. El Ayuntamiento de Madrid estaba entonces formado por un Corregidor y diez Regidores. En septiembre de 1812 era regidor y subdecano de Madrid y miembro de la junta preparatoria de las elecciones de diputados de la provincia de Madrid para las elecciones a cortes de 1813.
La primera medida que puso en práctica fue redactar un bando, que aseguraba la defensa de la ciudad y la asunción por él de todos los poderes para gobernarla. De esta acción se deriva la opinión de algunos que en este periodo denominan a Sainz de Baranda "el dictador de Madrid". Nada más lejos de la verdad, como lo demuestra la proclamación popular y peculiar como alcalde en 1820, después del triunfo de la revolución y de la nueva proclamación de la Constitución de Cádiz.
El Madrid que se encontró en su primer mandato era una ciudad destrozada por la Guerra de la Independencia en la que se cerraban sus puertas a las diez de la noche en invierno y a las once en verano; sucia por la acumulación de las basuras en las esquinas; una ciudad que enterraba a sus muertos detrás de las iglesias; en la que faltaba de todo y donde sus casi 200.000 habitantes solo disponían de cinco litros de agua al día por cabeza.
Dimitiría en 1812 de su cargo como 'Presidente del Cuerpo Municipal' tras el regreso de los franceses, que volvían a Madrid después de haberla abandonado como consecuencia de su derrota en la Batalla de los Arapiles, a los que salió a recibir para después dimitir solemnemente. Le sucedió como "corregidor interino", Magín Ferrer, que fue nombrado por José Bonaparte.
El 9 de marzo de 1820, circuló por la Villa y Corte un bando, el primero dado por un alcalde constitucional legítimamente instaurado -baste decir como curiosidad que el título de Alcalde se implantó para señalar el cambio que la Constitución suponía- y firmado por Pedro Sainz de Baranda, que decía:

"El rey ha jurado, libre y espontáneamente, a las seis de la tarde, en presencia del Ayuntamiento constitucional provisional de esta villa, la Constitución Política de la Monarquía Española, promulgada en Cádiz el 19 de marzo de 1812; y ha dado orden al general don Francisco Ballesteros para que jure igualmente el ejército; en su consecuencia, ha acordado el mismo Ayuntamiento que haya iluminación general y repique de campanas por tres noches, empezando desde hoy".

Sainz de Baranda, igualmente, ordenó que en todas las parroquias se hiciera pública la Constitución para que los fieles la acatasen. Asimismo, se colocó una placa en la Plaza Mayor para recuerdo del acontecimiento.
De la honestidad y liberalismo de don Pedro da prueba su dimisión a los pocos días de su elección popular, previamente habiendo dado orden de celebrar elecciones al Ayuntamiento de Madrid, siguiendo plazos fijos, cada primero de enero.
Estas previsiones sólo pudieron cumplirse hasta el año 1823, ya que los absolutistas volvieron al poder, con el apoyo de Fernando VII, y de nuevo la Constitución de Cádiz, 'La Pepa', fue derogada.

## Homenajes
A su memoria está dedicada la calle Alcalde Sainz de Baranda, en el distrito de Retiro de la ciudad de Madrid, en la que se encuentra la Estación de Sainz de Baranda.